# Cantó d'Ouistreham
El cantó d'Ouistreham és un cantó francès del departament de Calvados, situat al districte de Caen. Té 7 municipis i el cap es Ouistreham.

## Municipis
- Bénouville
- Biéville-Beuville
- Blainville-sur-Orne
- Colleville-Montgomery
- Ouistreham
- Périers-sur-le-Dan
- Saint-Aubin-d'Arquenay

## Història
| Data d'elecció                           | Identitat    | Partit | Qualitat |
| ---------------------------------------- | ------------ | ------ | -------- |
| 1982-                                    | André Ledran | PS     |          |
| les dades anteriors no són pas conegudes |              |        |          |
|                                          |              |        |          |

## Demografia
| A partir de 1990: Població sense dobles comptes |